# Tasya Teles
Tasya Teles (Toronto, Ontario; 1 de febrero de 1985) es una actriz canadiense, conocida por su personaje «Echo» en la serie dramática The 100.

## Biografía
Su madre nació en Edmonton, Alberta, mientras que su padre es un brasileño del estado de Minas Gerais. Ella y su familia se mudaron a Vancouver, Columbia Británica, cuando apenas tenía cinco años. Teles estudió teatro en la Universidad Concordia en Montreal, Quebec.

## Carrera
Teles tuvo un papel recurrente en la serie Rogue, de DirecTV, y ganó fama con su papel de Echo en la serie Los 100, de The CW. Ha aparecido además en Continuum, de Showcase, Witches of East End, de Lifetime, Rush, de USA Network, Intruders, de BBC America, y Supernatural e iZombie de The CW. También trabajó en la película para televisión de Lifetime Grumpy Cat's Worst Christmas Ever, además de haber tenido un papel principal en las películas de Lifetime Damaged y Autumn Dreams. Ha participado en varias películas independientes, incluidos papeles protagónicos en Leila, Regret, Magdalena, Eat Me y Skin Trade. También le dio voz a Sitara en el videojuego Watch Dogs 2.

## Filmografía

### Cine
| Año  | Título                     | Papel        | Notas |
| ---- | -------------------------- | ------------ | ----- |
| 2013 | Mirrors                    | Leah         |       |
| 2013 | Afflicted                  | Maria        |       |
| 2014 | Skin Trade: Tráfico humano | Rosa Cassidy |       |
| 2016 | Thirty-Seventeen           | Carrie       |       |
| 2017 | The Perfect Pickup         | Tracy        |       |

### Televisión
| Año       | Título                            | Papel             | Notas                                 |
| --------- | --------------------------------- | ----------------- | ------------------------------------- |
| 2013      | Untold Stories of the E.R.        | Charlene          | Episodio: «Deep Trouble»              |
| 2014      | Package Deal                      | Hot Woman         | Episodio: «Danny's New Job»           |
| 2014      | Continuum                         | Freelancer #2     | Episodio: «The Dying Minutes»         |
| 2014      | Witches of East End               | Enfermera         | Episodio: «A Moveable Beast»          |
| 2014      | Rogue                             | Kendra            | 4 episodios                           |
| 2014      | Rush                              | Oficial Megan     | Episodio: «Learning to Fly»           |
| 2014      | Intruders                         | Daniella          | 2 episodios                           |
| 2014      | Grumpy Cat's Worst Christmas Ever | Nicole            | Película de televisión                |
| 2014      | The Christmas Secret              | Paramédico        | Película de televisión                |
| 2014      | Damaged                           | Kate Luck         | Película de televisión                |
| 2015      | iZombie                           | Holly White       | Episodio: «Flight of the Living Dead» |
| 2015      | Supernatural                      | Nanny             | Episodio: «The Bad Seed»              |
| 2015      | Autumn Dreams                     | Jovanna           | Película de televisión                |
| 2015–2020 | The 100                           | Echo / Ash        | 44 episodios                          |
| 2017      | Prison Break: Sequel              | Tricia            | Episodio: «Phaecia»                   |
| 2017      | Travelers                         | Pike/Traveler 009 | Episodio: «Traveler 0027»             |

### Videojuegos
| Año  | Título       | Papel              | Notas                         |
| ---- | ------------ | ------------------ | ----------------------------- |
| 2016 | Watch Dogs 2 | Sitara Dhawan      | También captura de movimiento |
| 2018 | Far Cry 5    | Mary May Fairgrave |                               |